# 월평중학교
월평중학교(月坪中學校)는 대한민국 울산광역시 남구 신정동에 있는 공립 중학교이다.

## 학교 연혁
- 1975년 11월 14일 : 울산중앙여자중학교 설립인가
- 1976년 3월 1일 : 초대 장동수 교장 취임
- 1976년 3월 6일 : 개교(625명 입학)
- 2003년 7월 1일 : 다목적강당 준공
- 2007년 3월 1일 : 월평중학교로 교명 변경 (남녀공학)
- 2023년 1월 6일 : 제45회 졸업식(97명, 총 19,161명)
- 2023년 3월 2일 : 제48회 입학식(4학급 90명)
- 2023년 9월 1일 : 제20대 박소희 교장 취임

## 참고 자료
- 월평중학교 - 한국교육학술정보원 학교알리미